# ارنست گروس (بازیکن فوتبال)
ارنست گروس (انگلیسی: Ernest Gross; ۲۲ دسامبر ۱۹۰۲ – ۸ دسامبر ۱۹۸۶) بازیکن فوتبال اهل فرانسه بود.
از باشگاه‌هایی که در آن بازی کرده‌است می‌توان به اشاره کرد.
او همچنین در تیم ملی فوتبال فرانسه بازی کرده‌است.